# Mario Aldo Montano
Pour les articles homonymes, voir Mario Montano et Montano.
Mario Aldo Montano (né le 1er mai 1948 à Livourne) est un sabreur italien.

## Biographie
Mario Aldo Montano dispute trois éditions des Jeux olympiques. En 1972 à Munich, il est sacré champion olympique de sabre par équipe avec Michele Maffei, Rolando Rigoli, Cesare Salvadori et Mario Tullio Montano. Il est médaillé d'argent par équipe en 1976 à Montréal (avec Michele Maffei, Mario Tullio Montano, Tommaso Montano et Angelo Arcidiacono) et en 1980 à Moscou (avec Michele Maffei, Marco Romano, Ferdinando Meglio et Giovanni Scalzo).

## Famille
Mario Aldo Montano est issu d'une famille d'escrimeurs : il est le fils d'Aldo Montano (1910-1996) et le père d'Aldo Montano (1978), ainsi que le cousin de Carlo Montano, Mario Tullio Montano et Tommaso Montano.